# 扎米德·恰拉耶夫
扎米德·阿利耶维奇·恰拉耶夫（俄语：Замид Алиевич Чалаев，1981年8月19日—），俄羅斯軍事人物，車臣人，警階為警察上校。
1981年8月19日出生於車臣-印古什蘇維埃社會主義自治共和國諾扎伊-尤爾特區的貝諾伊村。2008年，畢業於莫斯科現代人道主義學院法學院。
2019年，他被任命為車臣特別警察團（全稱俄羅斯聯邦英雄A·A·卡德羅夫命名的車臣共和國內政部特別警察團）團長。
恰拉耶夫曾宣稱所有違法者（包括違反拉姆贊·卡德羅夫禁令的人）都應視為叛徒。他還公開對批評車臣當局的車臣僑民發出威脅。2021年3月，該團的前士兵苏莱曼·格兹马赫马耶夫（Сулейман Гезмахмаев）向《新報》聲稱自己曾在車臣目睹過法外處決，受到俄羅斯國內的關注。
2021年5月，他被俄羅斯總統弗拉基米尔·普京授予俄羅斯聯邦英雄稱號。
2022年俄羅斯入侵烏克蘭期間，他率領車臣特別警察團參加马里乌波尔围城战，在該戰中活躍。